# Crestonica pinhey
Crestonica pinhey är en fjärilsart som beskrevs av Sergius G. Kiriakoff 1968. Crestonica pinhey ingår i släktet Crestonica och familjen tandspinnare. Inga underarter finns listade i Catalogue of Life.